# عدنان
عدنان، جد عرب‌های عدنانی ساکن غرب، مرکز و شمال شبه‌جزیره عربستان، در مقابل عرب‌های قحطانی مناطق جنوبی شبه‌جزیره عربستان بود. او جد بیستم محمد بن عبدالله بود.

## نسب

### پدر
دربارهٔ نسب و تبار عدنان تا اسماعیل نظریاتی وجود دارد:
1. عدنان بن أدد بن همیسع سلمان امین بن همیتع همیدع شاجب بن سلامان منجر نبیت بن عوص ثعلبه بن بورا بوز عتائر بن شوحا سعد رجب بن یعمانا قموال بریح‌النصاب (هم‌دوران با سلیمان بن داوود) بن کسدانا محلم ذوالعین بن حرانا عوام بن بلداسا محتمل بن بدلانا یدلاف رائمه بن طهبا طالب عیقان بن جهمی جاهم عله بن محشی تاحش شحدود بن معجالی بن عقارا بن عاقاری بن مداعی بن ابداعی بن همادی بن بشمانی بن بثرانی بن بحرانی بن بلحانی بن رعوانی بن عاقاری بن داسان بن عاصار بن قنادی بن ثامار بن مقصر بن زارح بن قمیر بن سمی بن مزرا بن صنفا بن قیدار بن اسماعیل بن ابراهیم
2. عدنان بن أدد بن ایتحب بن ایوب بن قیدار بن اسماعیل
3. عدنان بن میدع بن منیع بن أدد بن کعب بن یشجب بن یعرب بن همیسع بن قیدار بن اسماعیل
4. عدنان بن أدد بن مقوم بن ناحور بن تیرح بن یعرب بن یشجب بن نابت بن اسماعیل
5. عدنان بن أدد بن همیسع بن اسحب بن نبت بن قیدار بن اسماعیل

### مادر
مورخین دربارهٔ مادر عدنان دو نظریه دارند:
1. متمطره بنت علی از جرهم یا از جدیس
2. بلها بنت یعرب بن قحطان

## همسران و فرزند

### همسران
1. مهدد بنت لهم بن جلحب بن جدیس
2. تیمه بنت یشجب بن یعرب بن قحطان

### فرزند
عدنان، صاحب پسری بنام معد بود که تاریخ‌نگاران دربارهٔ مادر معد بین تیمه و مهدد در اختلافند. همچنین او پسری بنام عک (حارث) داشت.